# تل جالوب
تل جالوب، هو جبل يقع في جبال كاتسكيل في مدينة نيويورك باتجاه جنوب-جنوب غرب جبل فرانكلين. موقع تل شيرمان في اتجاه الشمال الشرقي، ويقع موقع جبل لوميس باتجاه جنوب-جنوب شرق جبل تل جالوب.